# Hetepheres II.
| Htp · t · p | Hr · r | s |

| Htp · t · p | Hr · r | s |

Hetepheres II. (ḥtp ḥr-s) byl egyptská královna ze 4. dynastie.

## Život

### Narození a rodina
Královna Hetepheres II. možná patřila k nejdéle žijícím členům 4. dynastie. Byla dcerou Chufua a narodila se buď za vlády svého dědečka Snofrua, nebo během raných let jejího otce. Byla pojmenována po své babičce Hetepheres I. a měla tetu Hetepheres.

### Manželství
Za vlády Chufua si Hetepheres II. vzala svého bratra, korunního prince Kawaba,  s nímž měla minimálně jedno dítě, dceru jménem Meresanch III. Po smrti jejího prvního manžela se provdala za dalšího ze svých bratrů, Radžedefa, který se později stal králem Egypta.
Stala se podruhé vdovou, když Radžedef zemřel. Poté zařídila manželství její dceři Meresanch III. s následujícím králem Rachefem. Hetepheres II. byla pravděpodobně pohřbena v hrobce G7350, přestože vlastnila společnou hrobku se svým prvním manželem Kawabem (G7110 a 7120).
Je možné, že se vdala později ještě za dalšího krále. Zatímco manželství v královské rodině bylo běžné, vícenásobná manželství v takovémto rozsahu nebyla.
Žádné z jejích dětí nenastoupilo na trůn a ona nikdy nenabyla titulu Matky krále.
Hetepheres II. konečně zemřela až brzy za vlády Šepseskafa, syna a nástupce Menkaurea, a byl tak svědkem vlády nejméně pěti, a snad šesti (pokud se narodila za vlády Snofrua) faraónů čtvrté dynastie.

## Děti

### Děti Hetepheres II. a Kawaba
- Duaenhor

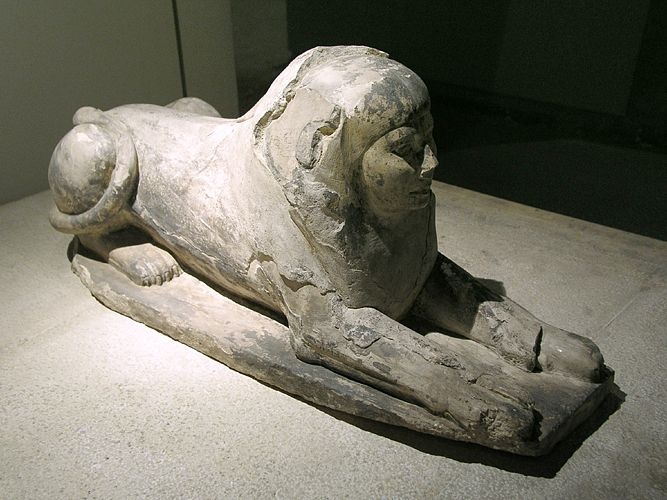
Sfinga královny Hetepheres II., možná první sfinga vůbec – Káhirské muzeum

- Kaemsechem – Manželka Kaemsechema se jmenovala Ka'aper. Může být otcem Rawera a Minchafa. Jeho hrobka se nachází v Gíze: G 7660.
- Mindžedef – Jeho žena se jmenovala Chufu-anch. Jeho hrobka se nachází v Gíze: G 7760.
- Meresanch III. – manželka Rachefa.

### Děti Hetepheres II. a Radžedefa
- Neferhetepes – Neferhetepes mohla být matkou krále Userkafa.[5]